# Massaker von Asaba
Das Massaker von Asaba ereignete sich im Oktober 1967 während des Biafra-Krieges, bei dem nigerianische Regierungstruppen gegen die Abspaltung Biafras (ehemalige Südost-Region von Nigeria) kämpften.

## Verlauf
Die Streitkräfte Biafras fielen in die Midwest-Region von Nigeria ein, erreichten den Fluss Niger im August 1967, eroberten Benin City und konnten schließlich erst wieder von der 2. Infanterie-Division unter dem Befehl von Murtala Mohammed zurückgedrängt werden.
Nachdem die Regierungstruppen die Oberhand gewonnen hatten, zwangen sie die Biafra zurück an den Niger, der damals die Grenze zu Biafra darstellte, und über die Asaba-Niger-Brücke zurück in die Biafra-Stadt Onitsha, die direkt gegenüber von Asaba liegt. Daraufhin sprengten die Biafra den östlichen Teil der Brücke, so dass die Regierungstruppen nicht mehr in der Lage waren, sie zu verfolgen, da die Brücke die einzige Überquerung des Flusses für hunderte Kilometer ist.
Die Regierungstruppen fielen daraufhin am 5. Oktober in Asaba ein und begannen damit, Häuser zu plündern und Zivilisten zu töten, weil sie angeblich Biafra-Sympathisanten waren. Die Befehlshaber riefen die Bürger am Morgen des 7. Oktober dazu auf, sich zu versammeln. In der Hoffnung, die Gewalt dadurch beenden zu können, erschienen viele Einwohner in zeremonieller Kleidung an der Hauptstraße, sangen dort „One Nigeria“ und tanzten dazu. Jedoch wurden wenig später an einer Kreuzung Männer und Jungen von Frauen und Kindern getrennt und auf einem offenen Platz versammelt. Regierungstruppen erhielten von Befehlshaber Ibrahim Taiwo den Befehl, mit Maschinengewehren das Feuer zu eröffnen. Es wird geschätzt, dass so mehr als 700 Männer und Jungen getötet wurden, darunter auch viele Kinder. Zusätzlich zu diesen Zahlen müssen noch die in den vorangegangenen und folgenden Tagen ermordeten Menschen addiert werden. Einige Großfamilien verloren durch das Massaker Dutzende männliche Familienmitglieder.

## Folgen
Die meisten Ermordeten wurden ohne irgendwelche Zeremonie in Massengräbern bestattet, nur wenige Familien begruben ihre Angehörigen selbständig. Die Regierungstruppen besetzten Asaba daraufhin für viele weitere Monate. In dieser Zeit wurden die meisten Häuser der Stadt zerstört, weitere Menschen ermordet und viele Frauen und Mädchen vergewaltigt und zwangsverheiratet. Eine große Zahl der Bürger floh in die umliegenden Gebiete und kehrte teilweise erst nach Ende des Biafra-Krieges im Jahre 1970 zurück.
Bis heute fehlt auf Seiten der damaligen Biafra-Kämpfer jegliche Entschuldigung, Wiedergutmachung oder Ähnliches.